# Schloss Huis ten Bosch
Das Schloss Huis ten Bosch (niederländisch Paleis Huis ten Bosch) befindet sich im Nordosten von Den Haag. Das im 17. Jahrhundert als Lustschloss erbaute Gebäude liegt in dem parkähnlichen Waldstück Haagse Bos. Das als Rijksmonument geschützte Schloss dient als Wohnsitz des niederländischen Königshauses.

## Geschichte

### Entstehung und Nutzung im 17. Jahrhundert

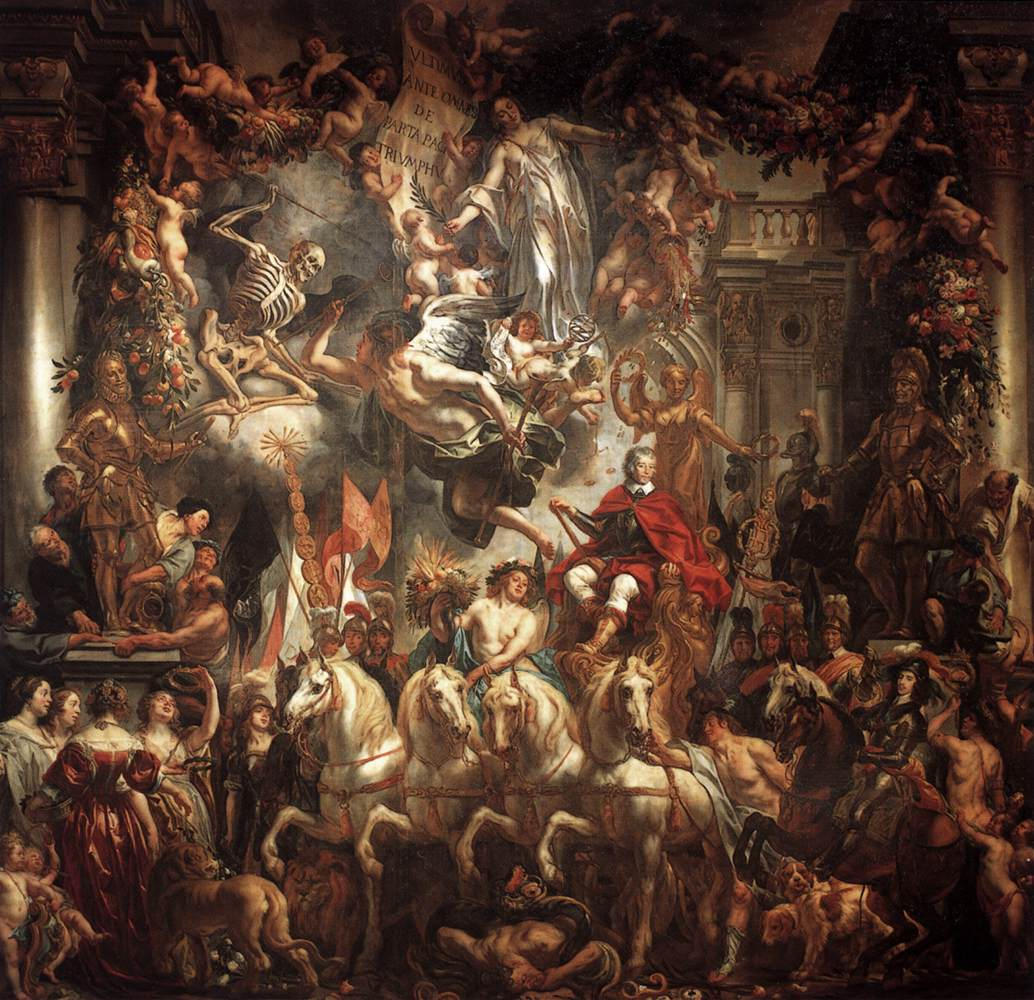
Jacob Jordaens, Friedrich Heinrich als Triumphator (Wandgemälde im Oranjesaal, 1652)

Ab 1645 ließ Statthalter Friedrich Heinrich das Schloss als Sommerresidenz für sich und seine Familie errichten. Das Grundstück erhielt seine Frau Amalie zu Solms von den Generalstaaten als Geschenk, die Entwürfe für das Schloss stammen von Pieter Post, unterstützt wurde er von Constantijn Huygens, dem Sekretär des Prinzen. Auch Amalie zu Solms war intensiv am Bauprozess beteiligt. Die Grundsteinlegung erfolgte am 2. September 1645 durch Elisabeth Stuart, die ehemalige Kurfürstin von der Pfalz, der Amalie früher als Hofdame gedient hatte. 
Nach dem Tod ihres Mannes 1647 entscheidet sich Amalie, den Bau als Denkmal für den verstorbenen Statthalter zu vollenden. Sie nutzte das neue Schloss deshalb nicht als Wohnsitz, sondern wohnte weiterhin im Paleis Noordeinde. Nach ihrem Tod 1675 wurde das Schloss gemeinschaftlicher Besitz ihrer vier Töchter, allerdings wurde es nur von Albertine Agnes bewohnt, die als Witwe von Prinz Wilhelm Friedrich die einzige Tochter war, die in den Niederlanden lebte. 1686 erwarb Statthalter Wilhelm III., ein Enkel Friedrich Heinrichs, das Schloss. Seine Frau, die englische Prinzessin Maria, wohnte in dem Schloss, bis sie und ihr Mann 1689 Königin und König von England wurden.

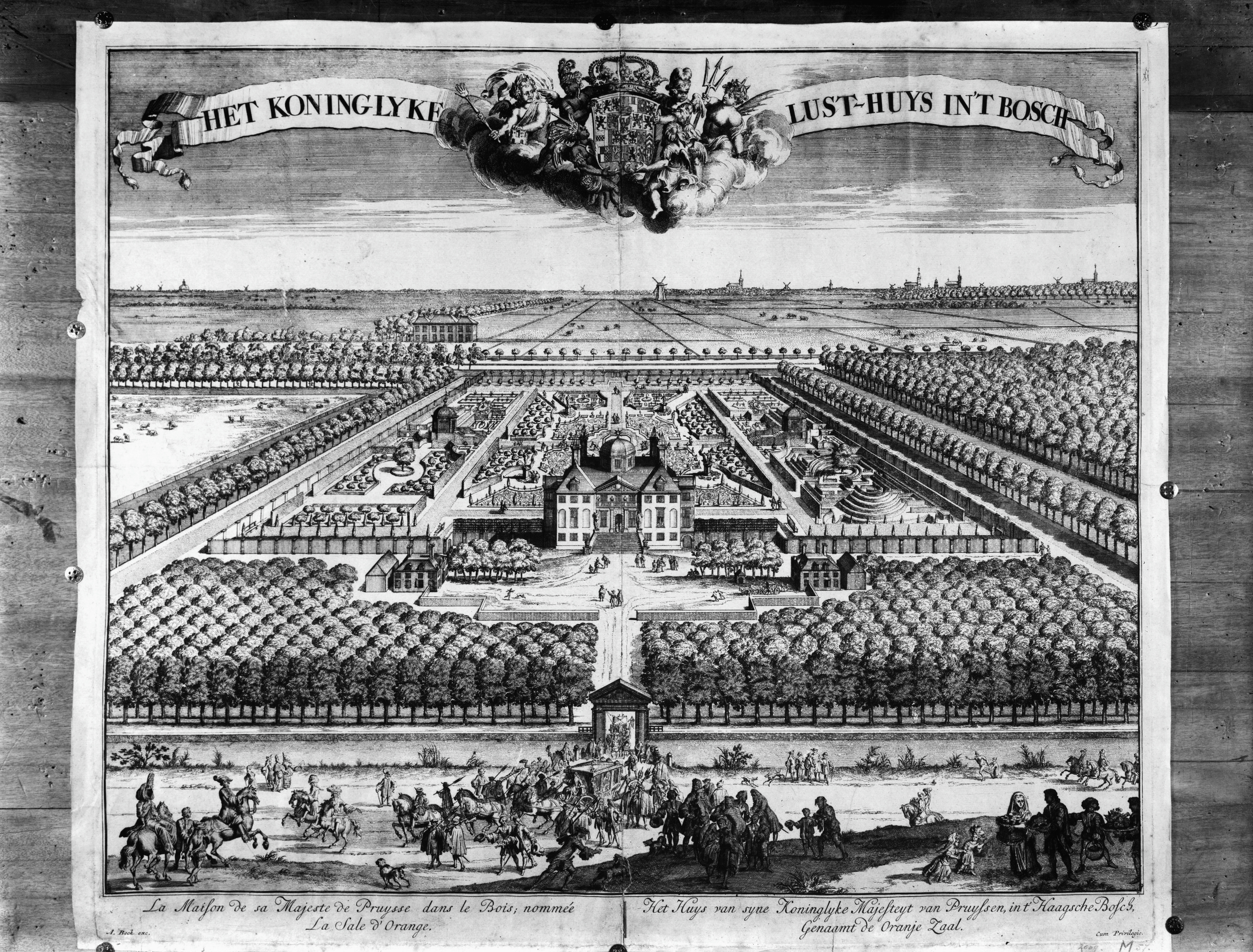
Das Schloss nach einem Stich aus dem 17. Jahrhundert

### Nutzung im 18. Jahrhundert
Nach dem Tod des kinderlosen Wilhelms III. 1702 erbte König Friedrich I. von Preußen, ein weiterer Enkel Friedrich Heinrichs, das Schloss. Dessen Sohn Friedrich Wilhelm I., der Soldatenkönig, verkaufte es 1732 an Prinz Wilhelm IV. von Oranien, welcher der Nebenlinie Nassau-Dietz entstammte. Dieser begann 1734 anlässlich seiner Hochzeit mit der britischen Prinzessin Anna mit einem groß angelegten Umbau. Unter Leitung des Architekten Daniel Marot wurde die Hauptfassade verändert und das Gebäude um zwei Seitenflügel erweitert. Fortan diente es als Residenz für Wilhelm IV. und seinen Nachfolger als Statthalter, Wilhelm V.

### Die Franzosenzeit 1795–1813
Nach der Besetzung der Niederlande durch die französischen Revolutionstruppen und der Ausrufung der Batavischen Republik wurde das Schloss 1795 als Besitz des Statthalters beschlagnahmt und zum Nationaleigentum erklärt, die Einrichtung wurde verkauft. Nach dem ersten Staatsstreich in der Batavischen Republik 1798 wurde eine Reihe von Mitgliedern der Nationalversammlung im Schloss interniert. Der östliche Flügel wurde ab 1800 als Wirtshaus vermietet. Ab 1806 diente das Schloss als Wohnsitz von König Ludwig, der es im Empirestil neu einrichtete, aber schon 1807 nach Utrecht und 1808 in das zum königlichen Palais umgebaute Rathaus von Amsterdam zog. Obwohl Ludwig nur kurz im Schloss wohnte, war die Einrichtung im neuen Empirestil kunsthistorisch bedeutend, denn sie bedeutete die Einführung dieses neuen Stils in den Niederlanden. Viele der damaligen Möbel befinden sich immer noch im Schloss.

### Königliche Sommerresidenz im 19.  und 20. Jahrhundert
Nach dem Ende der französischen Herrschaft und der Einführung der Monarchie 1815 diente das Schloss König Wilhelm I. und später Königin Sophie, der ersten Frau von König Wilhelm III., als Sommerresidenz. 1899 tagte im Schloss die erste Haager Friedenskonferenz. Auch Königin Wilhelmina nutzte das Schloss neben Schloss Het Loo bei Apeldoorn als Sommerresidenz. Sie wurde hier von dem deutschen Angriff überrascht und flüchtete mit Prinzessin Juliana und ihrer Familie nach Großbritannien.

### Zweiter Weltkrieg
Während des Zweiten Weltkriegs wurde Schloss Huis ten Bosch schwer beschädigt. 1943 wollten die deutschen Besatzungstruppen das Gebäude abreißen, um Platz für Panzergräben und andere Verteidigungsstellungen zu schaffen, doch wurde dies in letzter Minute verhindert. Gegen Ende des Krieges wurde das Schloss durch Fliegerangriffe beschädigt und war nach der Befreiung unbewohnbar.

### Nach dem Zweiten Weltkrieg
1950 wurde das Schloss restauriert, aber in den folgenden Jahren nur gelegentlich von Königin Juliana genutzt, wenn sie sich in Den Haag aufhielt. Nach einer größeren Renovierung ab 1977 zog am 10. August 1981 Königin Beatrix mit ihrer Familie in das Schloss ein, das ihr und ihrer Familie bis 2013 als Wohnsitz diente. Auch ihr Sohn und Nachfolger Willem-Alexander nutzt das Schloss als Wohnsitz.
Das Schloss ist der Öffentlichkeit nicht zugänglich, kann jedoch von dem umgebenden Park teilweise eingesehen werden.

## Anlage

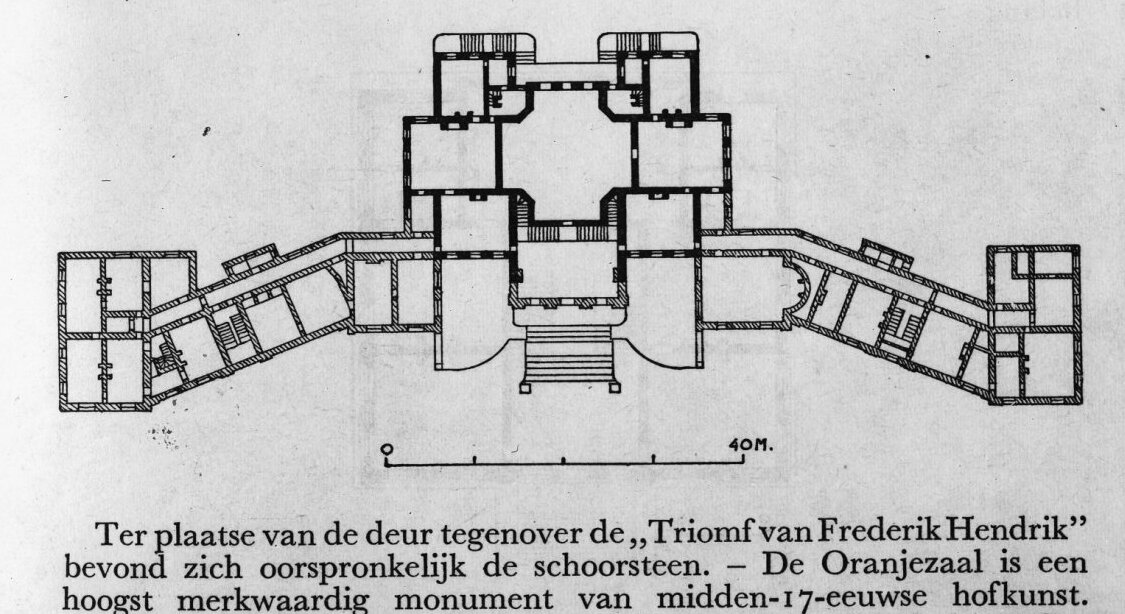
Grundriss des Schlosses

Kern der Anlage ist das im niederländischen Barock aus Ziegeln erbaute Schloss aus dem 17. Jahrhundert. Das über einem Kellergeschoss zweigeschossige Gebäude besitzt über dem zentralen Oranjesaal eine Kuppel. Der Hoffassade wurde im 18. Jahrhundert ein weißverputzter Vorbau vorgesetzt, die Terrasse und die Freitreppe an der Gartenfassade stammen ebenfalls von den Umbauten aus dem 18. Jahrhundert.
Leicht versetzt schließen sich an beiden Seiten die doppelstöckigen Flügelbauten aus dem 18. Jahrhundert an, der rechte oder westliche Flügel wird Haager Flügel, der linke oder östliche Flügel wird Wassenaarse Flügel genannt.

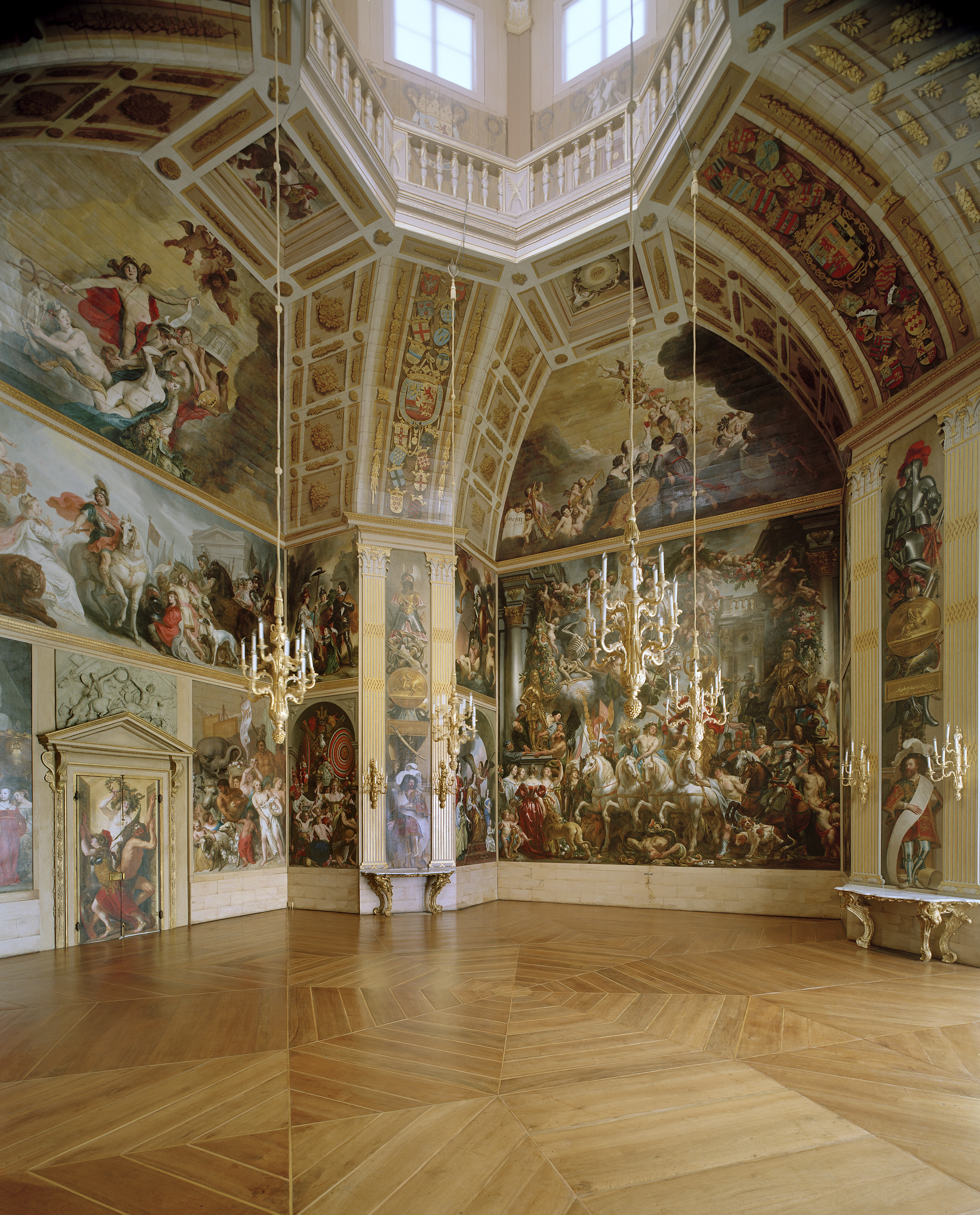
Der Oranjesaal nach der Restaurierung 2001

### Inneneinrichtung
- Hinter dem Vestibül führt eine Tür zwischen der doppelläufigen Treppe in den Oranjesaal, den zentralen Raum des Schlosses. Der 19 m hohe überkuppelte Saal wurde von Jacob van Campen zusammen mit Constantijn Huygens entworfen. Die 31 monumentalen, wandfüllenden Gemälde von Jacob van Campen dienen der Verherrlichung des Statthalters Friedrich Heinrich. Das zentrale, den Statthalter als Friedensstifter verherrlichende Gemälde Friedrich Heinrich als Triumphator stammt von Jacob Jordaens und wurde 1652 vollendet. Der Saal wurde 2001 umfassend restauriert.
- Über dem Vestibül befindet sich der Ballsaal. Der Saal wurde mehrfach umgebaut, diente unter anderem als anglikanische Kapelle für Maria von England, als Billardzimmer und als Waffensaal. Seit den 1950er Jahren dient er als Festsaal und besitzt gelbe Damasttapeten und einen Fußboden aus Wahlnussparkett.
- Weitere Prunkräume sind das neben dem Oranjesaal gelegene chinesische Zimmer mit von 1791 stammenden Reispapiertapeten und das dahinter liegende japanische Zimmer. Das Zimmer war ein Geschenk eines Ostasienkaufmanns an Wilhelm V. und besitzt lackierte Wandtäfelungen und Tapeten im japanischen Stil.[4] Auch der blaue und der grüne Salon, die heute im Louis-seize-Stil eingerichtet sind, besitzen noch Stuckdecken im Stil der Chinamode des späten 18. Jahrhunderts.
- Als Speisesaal dient der Weiße Saal im Haager Flügel, der im 18. Jahrhundert von Wilhelm IV. eingerichtet wurde. Der Saal besitzt eine gewölbte Stuckdecke und mit Grisaillemalerei geschmückte Wände. Die weiteren Räume im Haager Flügel enthalten Wirtschaftsräume sowie Gästezimmer, während sich die königlichen Privaträume im Wassenaarse-Flügel befinden.
- Im Souterrain des Haupthauses befindet sich der Gartensaal mit einem Ziegelgewölbe und einem Steinboden aus dem 17. Jahrhundert.

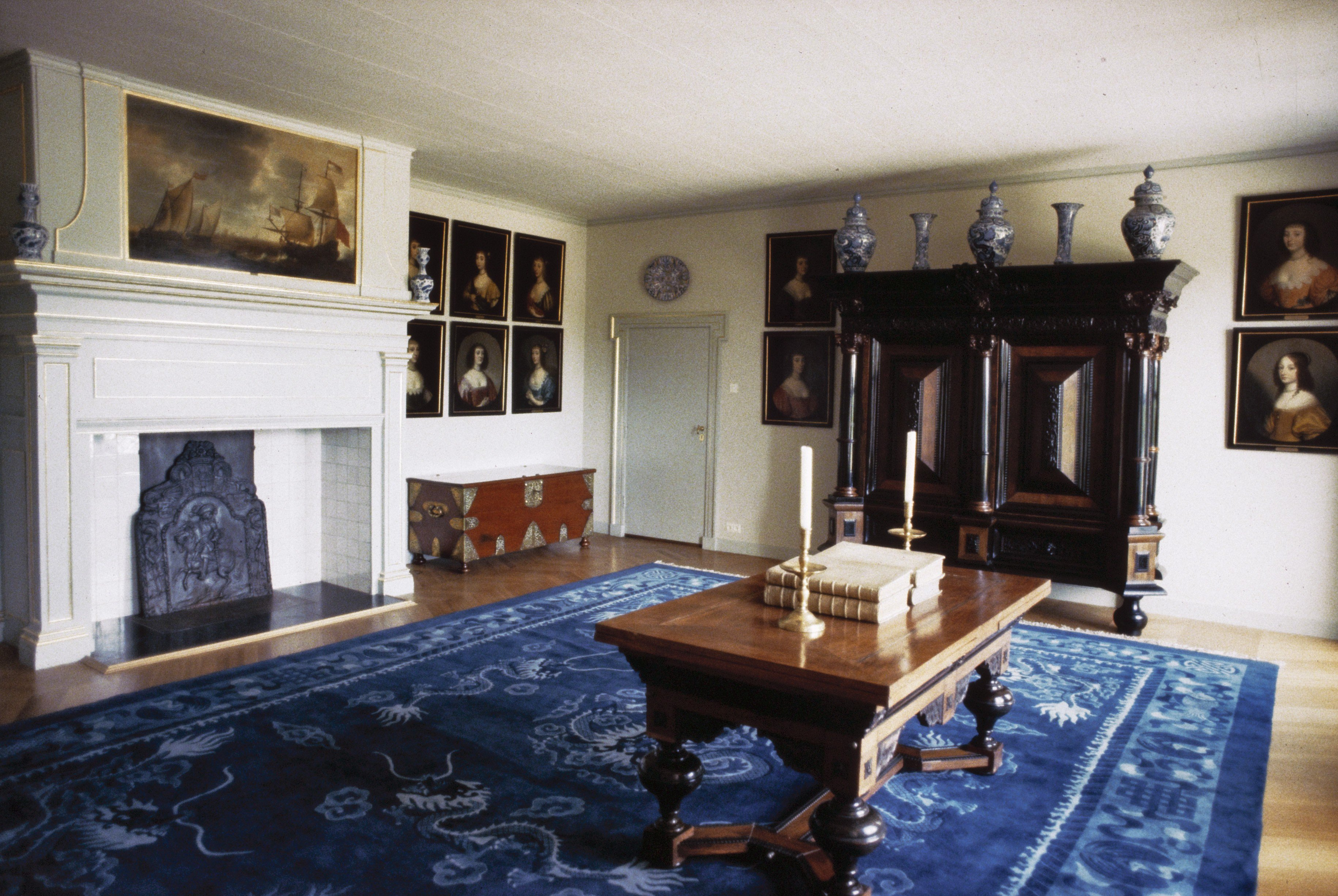
Salon mit niederländischen Möbeln
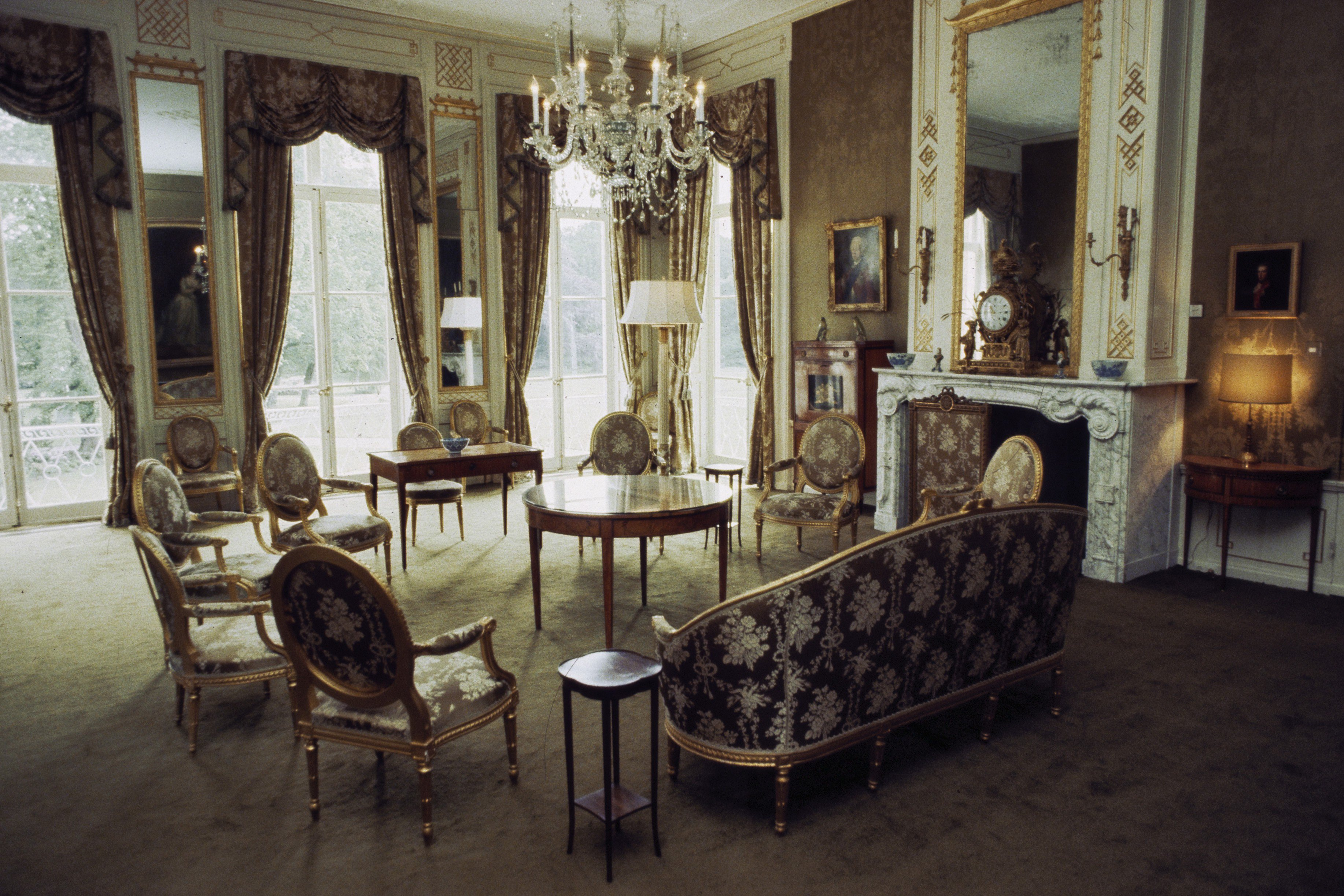
Louis-seize-Salon
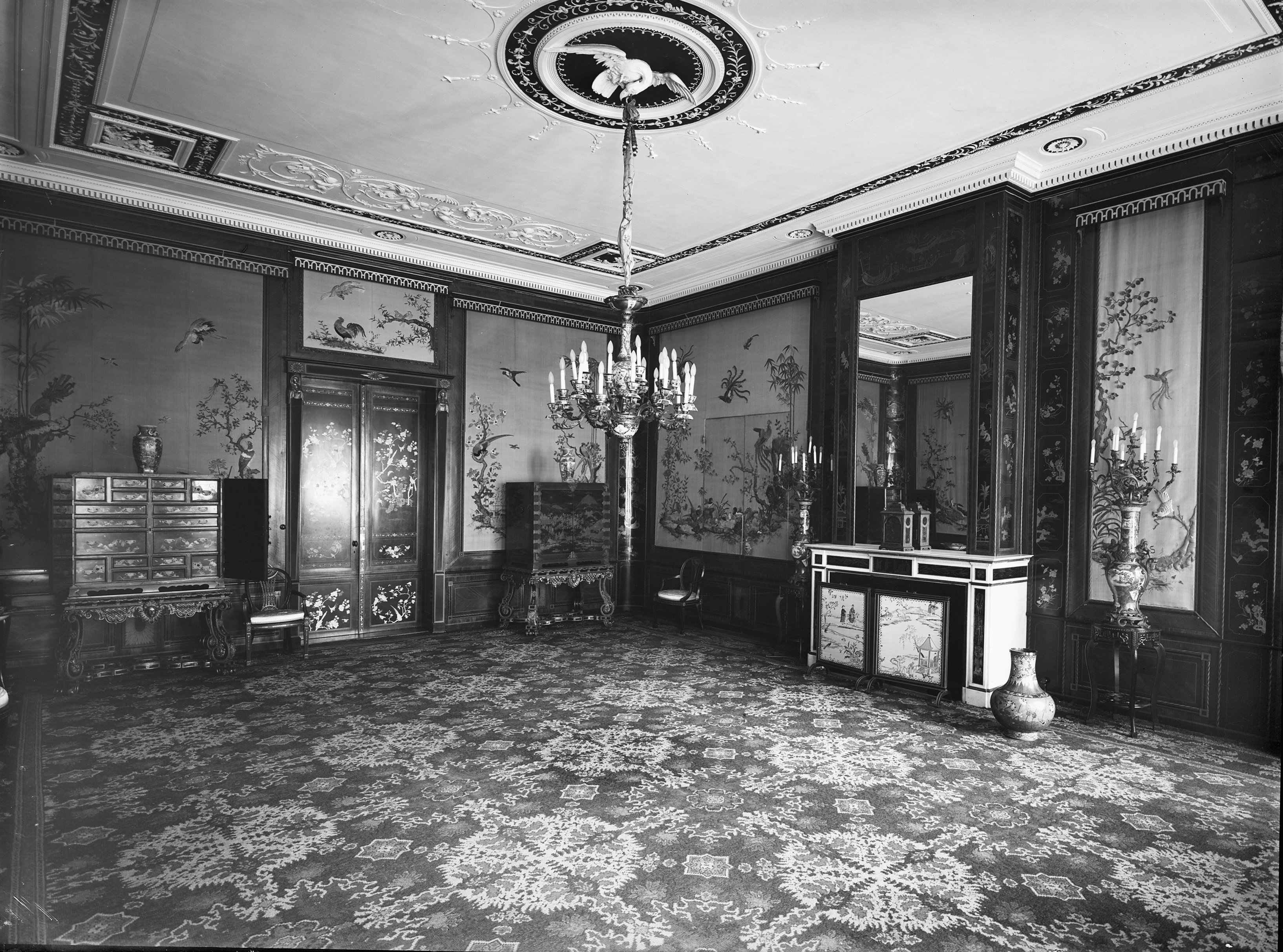
Japanischer Salon
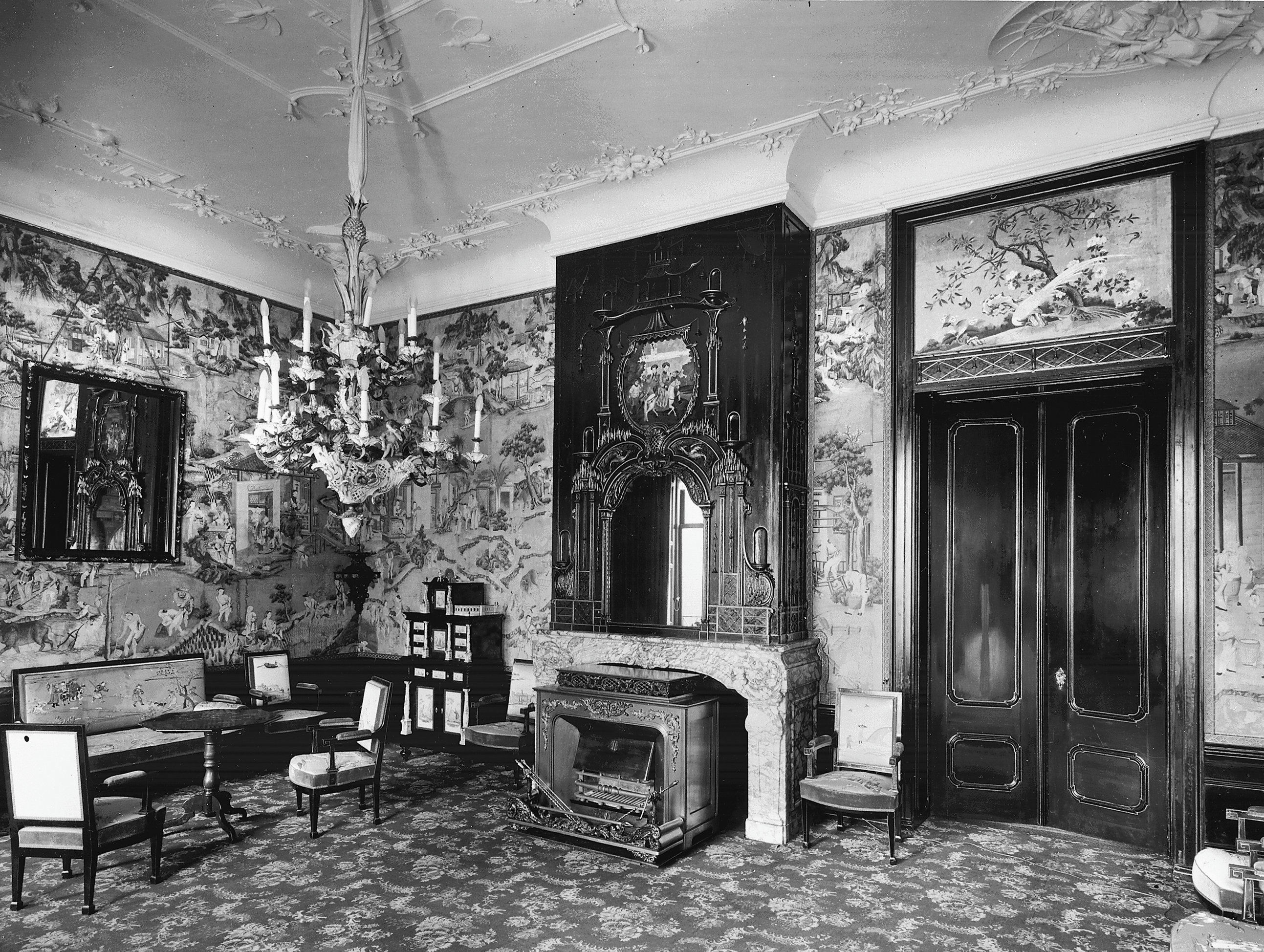
Chinesisches Zimmer

### Garten
Der etwa 300 × 400 m große Garten ist von einem Wassergraben umgeben. Die Hauptzufahrt zum Palast führt über eine Allee von Nordwesten her. Südlich des Palastes befindet sich eine Wiese mit einem zentralen Teich, der ehemals formal angelegte östliche Gartenteil wurde nach dem Zweiten Weltkrieg als ein von Wegen durchzogenes Wäldchen wiederhergestellt.

## Nachbau
Eine Kopie des Schlosses steht in einem Freizeitpark Huis Ten Bosch bei Nagasaki in Japan. Der Nachbau beschränkt sich auf das Äußere; im Inneren enthält die Replik ein Museum mit Werken von japanischen und internationalen Künstlern.

## Weblinks

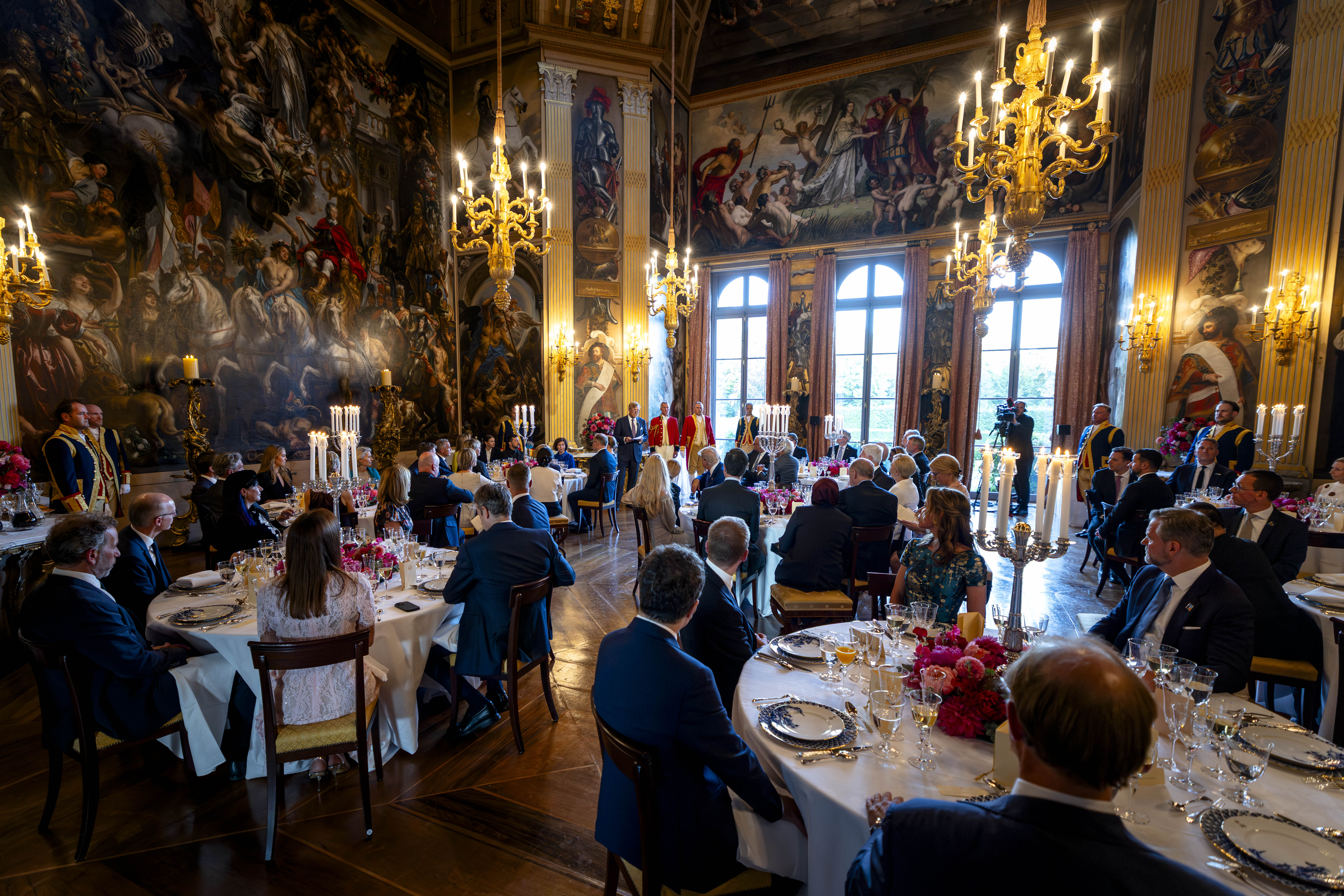
Dinner im Oranjesaal zum NATO-Gipfel in Den Haag 2025